# Соколовский, Иван Николаевич
Иван Николаевич Соколовский (27 января 1858 г. — после 1917) — российский военный и государственный деятель конца XIX — начала XX века.

## Биография
Происходил из дворянской семьи Херсонской губернии. Учился в Елизаветградском юнкерском училище.
В 1877—1878 годах участвовал Русско-турецкой войне. В его послужном списке датированным 18 сентября 1906 г. указано — «Находился в делах и походах против турок в 1877—1878 гг. 12 апреля 1877 г. перейдя границу Российской Империи вступил в Княжество Румынию, где состоял в Нижне-Дунайском отряде под начальством генерал-лейтенанта В. Н. Верёвкина, для содержания аванпостов на берегу Дуная с 12 по 21 апреля и в г. Измаиле, а с 22 апреля по 9 июля в г. Белграде; 25 апреля участвовал в артиллерийской перестрелке с турецким броненосцем у Ферматовского монастыря близ села Самунова, 10 июля 1877 года по распоряжению начальства выступил вместе с полком из княжества Румынии и того же числа перейдя границу у с. Кубей выступил в пределы Российской Империи. Находился в гор. Одессе для охраны побережья Чёрного моря с 27 июля 1877 г.»
Ещё в училище И. Н. Соколовский имел склонность к наукам, поэтому после Русско-Турецкой войны продолжил обучение в Николаевской академии Генерального штаба. Закончив её в 1884 г. переведен в Генеральный штаб.
В 1895 г. назначен оренбургским вице-губернатором.
В 1901 г. назначен военным губернатором Семипалатинской области.
В 1903 г. назначен уфимским губернатором.
В 1906 г. назначен астраханским губернатором и наказным атаманом Астраханского казачьего войска в чине генерал-майора.
с 1907 г. — генерал-лейтенант.
В марте 1917 г. арестован астраханским Временным исполнительным комитетом.

## Награды
Ордена: Св. Владимира 4 ст., Св. Анны 2 и 3 ст., Св. Станислава 2 и 3 ст.

## Источник
- Соколовский, Иван Николаевич. // Проект «Русская армия в Великой войне».
- Бирюков И. А. и Соколовский И. Н. Из послужных списков первых лиц Астраханской губернии в 1917 г. // Битва Гвардий - https://btgv.ru/history/faces-of-war/biryukov-i-a-and-sokolovsky-i-n-from-the-service-records-of-the-first-officials-of-the-astrakhan-province-in-1917/